# Belagerung von Askalon
Die Belagerung von Askalon fand durch die Truppen des Königreichs Jerusalem, der Johanniter und Templer unter dem Kommando von König Balduin III. vom 25. Januar bis zum 19. August 1153 statt.

## Vorgeschichte
Die Festungsstadt Askalon hatte für die Kreuzfahrer besonderen strategischen Wert. Von ihr aus konnte man die Landverbindung von Ägypten nach Syrien kontrollieren. Die Eroberung Askalons hätte die muslimischen Reiche Asiens von denen in Afrika abgeschnitten. Askalon war zudem Ausgangspunkt der fatimidischen Gegenangriffe auf die Kreuzfahrerstaaten und das letzte verbliebene Bollwerk der Fatimiden in Palästina.
Bereits 1099 und 1148 hatten die Kreuzfahrer erfolglos versucht, die Stadt zu erobern. Balduin III. traf sorgfältige Vorbereitungen und bot alle verfügbaren Belagerungsmaschinen auf. Er vereinigte die Kontingente aller führenden Barone des Königreiches zu einer großen Streitmacht. Der Chronist Wilhelm von Tyrus erwähnt folgende Teilnehmer namentlich: Hugo von Ibelin, Philipp von Nablus, Humfried von Toron, Simon von Tiberias, Gerhard von Sidon, Guido von Beirut, Moritz von Montreal, Rainald von Chatillon und Walter von Saint-Omer. Letztere beide waren keine Vasallen Balduins, sondern als Söldner dabei. Ebenso erhielt Balduin Unterstützung durch den Großmeister der Templer, Bernhard von Dramelay, und den Meister der Johanniter, Raimund von Le Puy, die mit den besten ihrer Truppen am Feldzug teilnahmen. Außerdem dabei waren fünf Bischöfe und der Patriarch Fulko von Jerusalem mit der Reliquie des Heiligen Kreuzes.

## Belagerung
Als Balduin III. am 25. Januar bei Askalon eintraf, befand sich die Festung in ausgezeichnetem Zustand. Das Heer schloss die Stadt vollständig ein. Gerhard von Sidon blockierte mit 15 Galeeren den Hafen. Die Wälle der Stadt hielten monatelang stand, ohne nennenswert beschädigt zu werden.
Während der Osterzeit wurden die Belagerer durch Pilgerschiffe aus Europa mit Rittern und Fußsoldaten verstärkt. Doch im Juni traf eine starke ägyptische Flotte aus mehr als 70 Schiffen mit Verstärkungen und Nachschub für die Belagerten ein. Die Belagerer verfügten nur über 20 Schiffe und konnten die Fatimiden nicht daran hindern, Männer und Material in die Stadt zu schaffen.
Während der folgenden verlustreichen Kämpfe gelang es den Belagerern, unter heftigem Pfeilbeschuss einen riesigen, beweglichen Turm bis nahe an die Stadtmauer heran zu schieben. Dieser Turm überragte die Mauern Askalons und von ihm aus wurden nun die Verteidiger mit Steinen beschossen. Im Juli gelang es einigen Belagerten in der Nacht am Fuß dieses Turms eine Art Scheiterhaufen zu entzünden. Allerdings drehte der Wind und blies die „brennende Masse“ (Runciman) gegen die Mauer und das Mauerwerk begann zu bröckeln. Am nächsten Morgen stürzte die so beschädigte Mauer ein und eine Bresche war geschlagen. Beim Einsturz der Mauer wurde auch der Belagerungsturm, der den Brand unbeschadet überstanden hatte, von umherfliegenden Mauerteilen getroffen und stürzte ebenfalls ein. Die Tempelritter, die diesen Abschnitt der Mauer bewachten, unter ihnen auch ihr Großmeister, besetzen mit ungefähr 40 Mann die Bresche. Die Eindringlinge wurden jedoch schnell getötet und die Bresche provisorisch geschlossen. Die Leichen der Templer wurden an die Stadtmauer gehängt, ihre abgeschlagenen Köpfe wurden als Trophäen zum Kalifen gesandt. Die Belagerer berieten daraufhin über die Fortsetzung der Belagerung. Der König und die meisten Barone waren dafür, die Belagerung abzubrechen, der Johanniter-Meister Raimund von Le Puy und der Erzbischof Peter von Tyrus konnten sie aber überzeugen weiterzukämpfen.
Die Angriffe auf die Mauern wurden daraufhin so heftig wieder aufgenommen und den Verteidigern solch hohe Verluste zugefügt, dass diese drei Tage später um eine Waffenruhe baten, um die Toten auszutauschen und angemessen zu bestatten.
Schließlich bot die Besatzung der Stadt an, über die Bedingungen ihrer Kapitulation zu verhandeln. Die Bürger erhielten drei Tage, die Stadt mit ihrem beweglichen Eigentum zu verlassen, sowie eine Eskorte, die sie sicher nach al-Arisch brachte. Am 22. August 1153 rückten die Belagerer in die Stadt ein, wo sie beachtliche Mengen an Geld, Proviant und Kriegsmaterial erbeuteten.
Die Herrschaft über Askalon wurde Balduins Bruder Amalrich, Graf von Jaffa, anvertraut.

## Folgen
Die Eroberung war der letzte große Triumph des Königreiches Jerusalem, der politische Nutzen aber war äußerst gering, denn Ägypten unter den Fatimiden stellte bereits keine Bedrohung mehr dar. Der Historiker Mayer spricht sogar von einem Pyrrhussieg: Weil die Eroberung Askalons die Expansion nach Ägypten ermöglichte, wurden dem Norden dadurch Kräfte entzogen und Nur ad-Din und Saladin herausgefordert, sich in die Angelegenheiten Ägyptens einzumischen. Bei der Aufstellung des Heeres hatte sich Balduin III. zudem so stark verschuldet, dass seine politischen Möglichkeiten so eingeschränkt waren, dass er 1154 der Eroberung von Damaskus durch Nur ad-Din nichts entgegenzusetzen hatte.
Allerdings hätte die danach mögliche Eroberung Ägyptens durch die Kreuzfahrer, wäre sie geglückt, mittelfristig eine entscheidende Stärkung ihrer Position in Syrien bedeuten können.